# 한국형사·법무정책연구원
한국형사·법무정책연구원(韓國刑事法務政策硏究院, 영어: Korean Institute of Criminology and Justice)은 각종 범죄의 실태와 원인 및 대책을 종합적, 체계적으로 분석하고 연구함으로써 국가의 형사정책수립과 범죄방지에 이바지하고자 설립된 범죄 및 형사정책 분야의 유일한 국책연구기관이다. '정부출연연구기관등의설립ㆍ운영및육성에관한법률'에 의거하여 1989년 3월 16일에 설립되었다. 국무총리(국무조정실) 산하 경제인문사회연구회 소속 기타공공기관으로, 서울특별시 서초구 태봉로 114(우면동 142)에 있다.

## 연혁
- 1988년 8월 5일: 한국형사정책연구원법 (법률 제 4016호) 공포, 시행
- 1988년 10월 15일: 한국형사정책연구원법 시행령(대통령령 제 12537호) 공포, 시행
- 1989년 3월 16일: 한국형사정책연구원 개원
- 1999년 1월 29일: 정부 출연 연구기관 등의 설립·운영 및 육성에 관한 법률 공포, 시행으로 국무총리실 산하 인문사회연구회로 소관 변경
- 2005년 7월 1일: 정부 출연 연구기관 등의 설립 · 운영 및 육성에 관한법률 개정으로 국무총리실 산하 경제 ·인문사회연구회로 소관 변경

## 역대 원장
- 제1대 정해창 1989년 3월 16일 ~ 1990년 12월 26일
- 제2대 한영석 1991년 1월 28일 ~ 1992년 3월 15일
- 제3대 한영석 1992년 3월 16일 ~ 1992년 6월 25일
- 제4대 허은도 1992년 8월 1일 ~ 1995년 3월 15일
- 제5대 김택수 (1936년) 1995년 9월 27일 ~ 1997년 4월 6일
- 제6대 최영광 1997년 10월 1일 ~ 1998년 3월 31일
  - 서울지검 검사장 등을 역임[1]
- 제7대 공영규 1998년 4월 15일 ~ 1999년 3월 2일
- 제8대 김경회 1999년 5월 19일 ~ 2001년 8월 6일
- 제9대 이재상 (법조인) 2001년 9월 3일 ~ 2004년 9월 21일
  - 1966년 6회 사법시험, 서울지검 검사하다 변호사 개업, 이회여대 등에서 법학 교수[2]
- 제10대 이태훈 (법조인) 2004년 9월 22일 ~ 2007년 10월 2일
  - 수원지방검찰청 성남지청장, 금융감독위원회 비상임위원 등을 역임한 법조인[3]
- 제11대 박상기 (법학자) 2007년 11월 16일 ~ 2010년 11월 15일
- 제12대 김일수 (법학자) 2010년 11월 16일 ~ 2013년 11월 15일
- 제13대 박상옥 (법조인) 2014년 1월 17일 ~ 2015년 1월 31일
- 제14대 김진환 (법조인) 2015년 6월 8일 ~ 2018년 6월 7일
- 제15대 한인섭 2018년 6월 14일 ~ 2021년 8월 1일
- 제16대 하태훈 2021년 8월 2일 ~ 2024년 8월 21일
- 제17대 정웅석 2024년 8월 22일

## 조직

### 한국형사·법무정책연구원장
- 형사정책연구협의회
- 형사정책연구자문위원회
- 감사실
- 연구운영위원회
- 연구위원실
- 기획조정실
  - 대외협력관
  - 기획팀
  - 성과관리팀
  - 예산팀
- 형사법연구실
  - 형사입법연구회
- 일반범죄연구실
  - 안전연구회
  - 교정보호연구회
- 특수범죄연구실
  - 반부패연구회
- 사법개혁연구실
  - 법무현안연구회
- 인권·미래정책연구실
  - 통일형사법제연구회
  - 사이버범죄연구회
- 국제전략협의실
  - 국제전략팀
  - 국제홍보팀
- 범죄통계연구실
  - 범죄예방지원센터
  - 범죄피해연구회
- 경영지원실
  - 총무인사팀
  - 지식정보팀
  - 재무회계팀